# 秀樹カンゲキ!!MIX!!西城秀樹ノンストップヒッツ!!
『秀樹カンゲキ!!MIX!!西城秀樹ノンストップヒッツ!!』（ひできカンゲキ・ミックス さいじょうひできノンストップヒッツ）は、西城秀樹のベスト・アルバム。2013年6月26日にソニー・ミュージックダイレクトから発売された。

## 解説
- 過去のヒット・シングル23曲のオリジナル音源をつないだノンストップ・ミックス・アルバムである。
- 各々の楽曲の1コーラスもしくは2コーラスのみを切り取って、イントロや間奏が機械的手法により編集され、切れ目なくつなぎ合わせて収録されている。

## 収録曲
| #         | タイトル | 作詞                                           | 作曲           | 編曲         | 時間  |
| --------- | --- | ---------------------------------------------- | -------------- | ------------ | ----- |
| 1.        | 「ブーメランストリート」(イントロと1コーラス目)                                                                  | 阿久悠                                         | 三木たかし     | 萩田光雄     | 1:53  |
| 2.        | 「チャンスは一度」(1コーラス目のみ)                                                                              | たかたかし                                     | 鈴木邦彦       | 馬飼野康二   | 1:03  |
| 3.        | 「薔薇の鎖」(イントロと1コーラス目と間奏)                                                                        | たかたかし 斉藤優子（原案）                    | 鈴木邦彦       | 馬飼野康二   | 1:15  |
| 4.        | 「恋の暴走」(1コーラス目と間奏)                                                                                  | 安井かずみ                                     | 馬飼野康二     | 馬飼野康二   | 1:26  |
| 5.        | 「涙と友情」(1コーラス目と間奏と2コーラス目)                                                                     | たかたかし                                     | 鈴木邦彦       | あかのたちお | 1:50  |
| 6.        | 「情熱の嵐」(イントロと1コーラス目と間奏・効果を得るため、イントロの最初の部分が繰返し再生されている。)          | たかたかし                                     | 鈴木邦彦       | 馬飼野康二   | 1:46  |
| 7.        | 「恋の約束」(1コーラス目と間奏)                                                                                  | たかたかし                                     | 鈴木邦彦       | 葵まさひこ   | 1:10  |
| 8.        | 「君よ抱かれて熱くなれ」(最後のリピート部分を除くフルコーラス・効果を得るため、イントロの一部が編集されている。) | 阿久悠                                         | 三木たかし     | 三木たかし   | 2:26  |
| 9.        | 「ホップ、ステップ、ジャンプ」(イントロと1コーラス目と間奏)                                                      | 山崎光                                         | 水谷公生       | 佐藤準       | 1:41  |
| 10.       | 「YOUNG MAN (Y.M.C.A.)」(最後のリピート部分を除くフルコーラス)                                                   | V.Willis H.Belolo あまがいりゅうじ（日本語詞） | J.Morali       | 大谷和夫     | 3:33  |
| 11.       | 「傷だらけのローラ」(最後のリピート部分を除くフルコーラス)                                                       | さいとう大三                                   | 馬飼野康二     | 馬飼野康二   | 2:12  |
| 12.       | 「勇気があれば」(イントロと1コーラス目と間奏)                                                                    | 山川啓介                                       | 筒美京平       | 萩田光雄     | 2:06  |
| 13.       | 「ブルースカイ ブルー」(1コーラス目と間奏)                                                                       | 阿久悠                                         | 馬飼野康二     | 馬飼野康二   | 1:45  |
| 14.       | 「ちぎれた愛」(1コーラス目のみ)                                                                                  | 安井かずみ                                     | 馬飼野康二     | 馬飼野康二   | 0:51  |
| 15.       | 「愛の十字架」(イントロと1コーラス目)                                                                            | たかたかし                                     | 鈴木邦彦       | 馬飼野康二   | 1:07  |
| 16.       | 「ボタンを外せ」(イントロと1コーラス目と間奏)                                                                    | 阿久悠                                         | 三木たかし     | 三木たかし   | 1:20  |
| 17.       | 「ラストシーン」(1コーラス目のみ)                                                                                | 阿久悠                                         | 三木たかし     | 三木たかし   | 1:15  |
| 18.       | 「ブーツをぬいで朝食を」(イントロと1コーラス目と間奏)                                                            | 阿久悠                                         | 大野克夫       | 萩田光雄     | 1:53  |
| 19.       | 「激しい恋」(イントロと1コーラス目)                                                                              | 安井かずみ                                     | 馬飼野康二     | 馬飼野康二   | 1:15  |
| 20.       | 「炎」(イントロと1コーラス目)                                                                                    | 阿久悠                                         | 馬飼野康二     | 馬飼野康二   | 1:41  |
| 21.       | 「ジャガー」(イントロと1コーラス目と間奏・セリフ部分まで)                                                        | 阿久悠                                         | 三木たかし     | 三木たかし   | 2:05  |
| 22.       | 「恋する季節」(イントロと1コーラス目と間奏)                                                                      | 麻生たかし                                     | 筒美京平       | 高田弘       | 1:41  |
| 23.       | 「ギャランドゥ」(フルコーラス)                                                                                   | もんたよしのり                                 | もんたよしのり | 大谷和夫     | 3:08  |
| 合計時間: | 合計時間: | 合計時間:                                      | 合計時間:      | 合計時間:    | 40:22 |